# Tratado de Versalhes (1871)

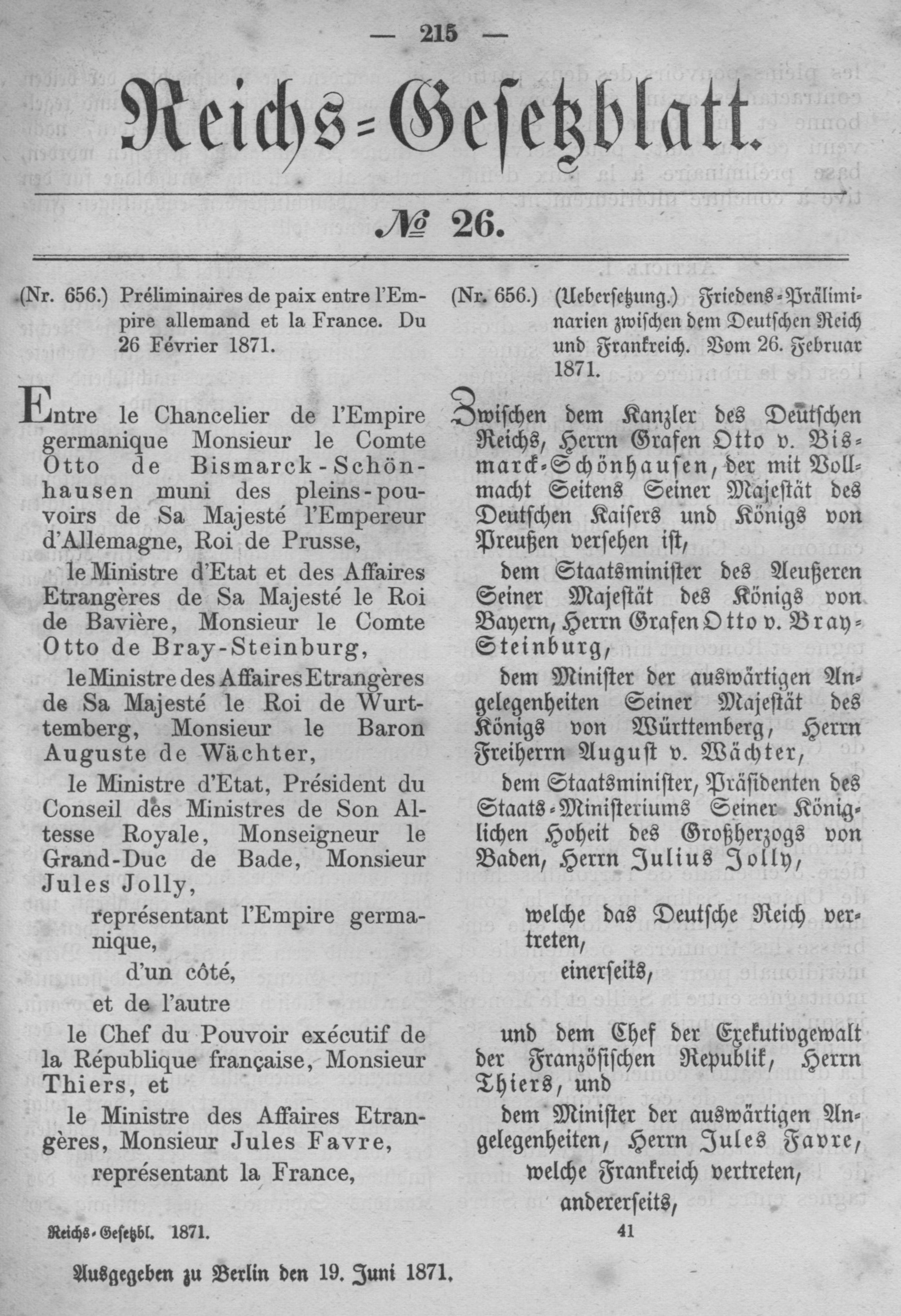

O Tratado de Versalhes de 1871 colocou um ponto final na Guerra franco-prussiana. O tratado foi assinado por Louis Adolphe Thiers da Terceira República Francesa, e Otto von Bismarck do Império Alemão, em 26 de fevereiro de 1871, e representou um tratado preliminar utilizado para consolidar o armistício inicial de 28 de janeiro de 1871 entre os dois estados. Seria mais tarde ratificado pelo Tratado de Frankfurt em 10 de maio do mesmo ano. Este último tratado acentuou o declínio francês aos olhos do restante continente e, ao mesmo tempo, mostrou a força de um império alemão unificado.
A entidade governamental parisiense, o Governo de Defesa Nacional, iniciou o armistício ao render-se aos alemães depois do cerco de Paris. Jules Favre, um destacado político francês, encontrou-se com Otto von Bismarck em Versalhes para assinar o armistício em 28 de janeiro de 1871. Adolphe Thiers passou a ser o novo líder francês à medida que o país começou a reconstruir o seu governo.

## Ruptura do Governo francês
Nos primeiros meses de 1871, as forças alemãs obtiveram vários sucessos militares contra o governo francês, incluindo a captura do imperador francês, Luís Napoleão do Segundo Império Francês, na Batalha de Sedan. Este acontecimento causou a queda do império de Luís Napoleão que foi substituído pela Terceira República Francesa em 1870. O Governo de Defesa Nacional serviu como administração interina antes de a Terceira República passasse por eleições, mas foi criticado pelos parisienses pois foi incapaz de acabar com o cerco. Os governantes estabeleceram, então, centros de governo em Bordéus e Tours, o que impediu os elementos do governo incapazes de comunicar entre eles, dificultando, ainda mais, a estrutura do estado, e enfraquecendo o governo.

## Unificação alemã
Enquanto o governo francês se deteriorou, Otto von Bismarck conseguiu concretizar a unificação da Alemanha em 18 de janeiro de 1871. O rei Guilherme I da Prússia foi declarado Kaiser do recém-criado Império Alemão na Galeria dos Espelhos do Palácio de Versalhes. A nova estrutura de comando alemã pretendia assinar um tratado de paz para ficar com as possessões coloniais francesas; no entanto, Bismarck optou por tréguas imediatas pois a sua primeira razão para a guerra, a unificação alemã, já tinha sido alcançada. Ele estava preocupado com o facto de um aumento de violência resultasse em mais baixas alemãs, e acentuasse o ressentimento francês. Bismarck também estava preocupado em não chamar a atenção às outras nações europeias, pois temia que eles se unissem para intervir caso o novo estado alemão mostrasse uma grande vontade de poder. Ambos os lados ansiavam por assinar um tratado no início de fevereiro de 1871.

## Condições do tratado
Os termos do tratado incluíam uma indemnização de guerra de cinco milhões de francos a serem pagos pela França à Alemanha. O exército alemão continuaria a ocupar partes da França até que o pagamento terminasse. O tratado também reconhecia Guilherme I como Kaiser no novo império alemão. A discussão preliminar teve início com a questão da cessação da Alsácia e de Moselle da região de Lorena, à Alemanha. Apesar das objecções de Bismarck, Helmuth von Moltke e os seus generais insistiram em que o território era necessário como barreira defensiva. Bismarck opôs-se à anexação pois não queria que a Alemanha fosse um inimigo permanente da França. A porção anexada da Alsácia-Lorena seria mais tarde reduzida pelo Tratado de Frankfurt, permitindo à França reter o Território de Belfort.